# Terug naar nu
Terug naar nu is een lied van de Nederlandse artiest Glen Faria en zijn zoon Jaïr Faria. Het werd in 2020 als single uitgebracht en stond in 2023 als twaalfde track op het album Faria van Glen Faria.

## Achtergrond
Terug naar nu is geschreven door Glen Faria, Okke Punt, Lars Bos, Jeremia Jones en Morgan Avenue en geproduceerd door Faried Arween Jhauw en Morien van der Tang. Het is een lied uit het genre nederpop. Het nummer is ontstaan uit een gesprek van Faria samen met Lars Bos, bekend onder de artiestennaam Snelle. Uit dit gesprek kwam de regel "nooit meer terug naar nu" voort, welke in de hoofd van Glen Faria bleef hangen om te gebruiken voor een lied. Tegelijkertijd besefte de zanger dat hij samen met zijn zoon een lied wilde maken, waarna hij samen met zijn zoon het nummer heeft afgemaakt. In het lied vraagt de zoon advies aan zijn vader over de kwestie dat je nooit meer terug kan gaan naar het nu en dat je van het moment iets moet maken. Het lied was voor de toenmalig vijftienjarige Jaïr Faria zijn eerste hitsingle.

## Hitnoteringen
De artiesten hadden weinig succes met het lied in Nederland. Het kwam niet tot een notering in de Single Top 100 en ook de Top 40 werd niet bereikt. Bij laatstgenoemde bleef het lied steken op de dertiende plaats van de Tipparade.